# Anders Sandberg
Anders Sandberg (né le 11 juillet 1972) est un chercheur, futurologue et transhumaniste suédois. Il est docteur en neurosciences computationnelles et a été chercheur principal au Future of Humanity Institute de l'Université d'Oxford.

## Recherches

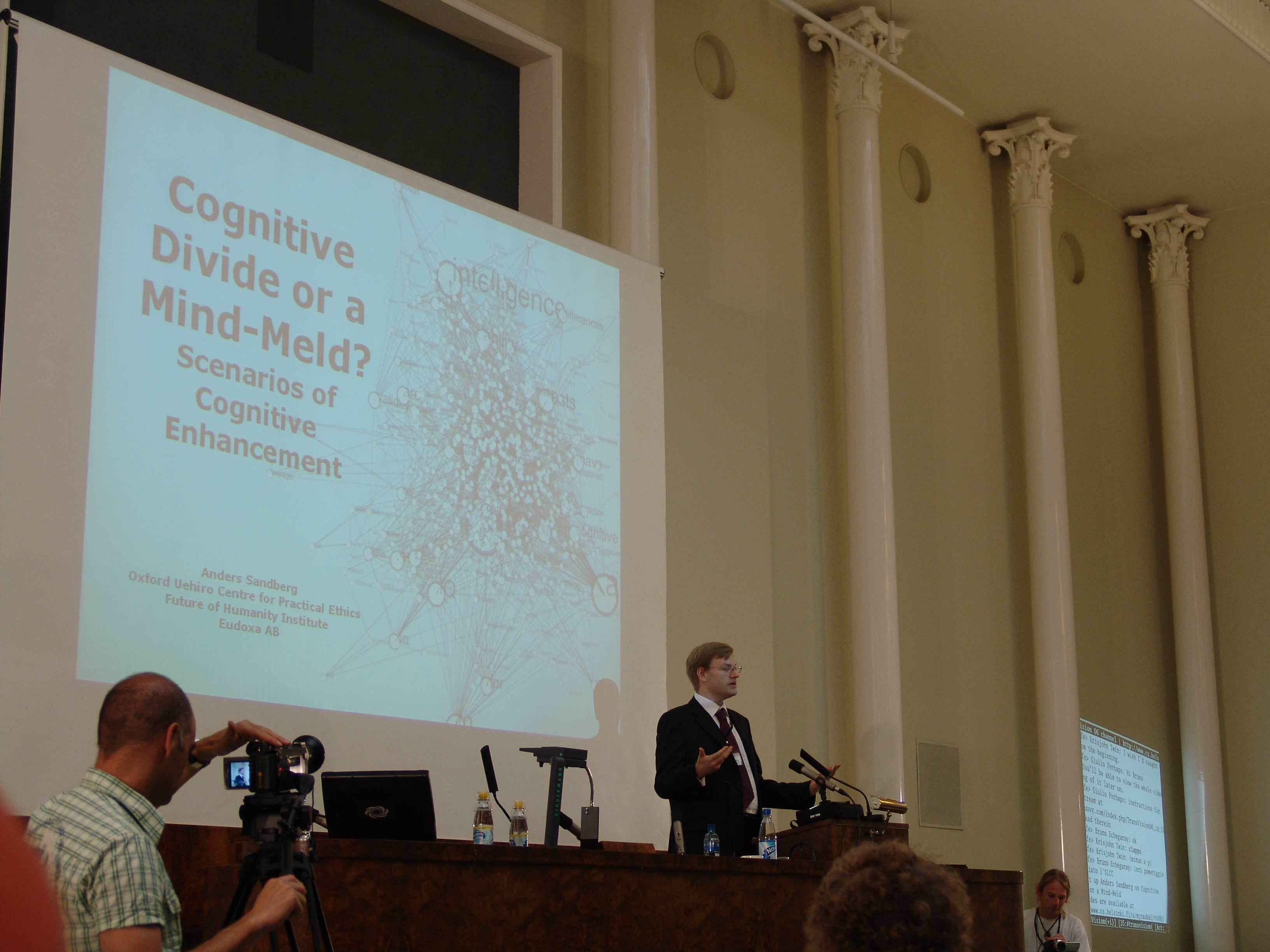
Sandberg à l'Université d'Helsinki, en 2006

Les recherches de Sandberg se concentrent sur les questions sociétales et éthiques liées à l'augmentation de l'humain et aux nouvelles technologies, ainsi que sur l'analyse scientifique du potentiel des technologies futures. Il a entre autres mené des recherches sur l'amélioration cognitive (méthodes, impacts et analyse des mesures politiques possibles), élaboré des feuilles de route techniques sur le téléchargement de l'esprit, la neuroéthique et les risques de catastrophe planétaire. Il a notamment analyser comment prendre en compte l'incertitude subjective dans l'estimation de risques peu probables mais à conséquences élevées.
Sandberg est commentateur et participant au débat public sur l'augmentation de l'humain, et est influent de par ses publications universitaires en neurosciences, en éthique et en futurologie.
Il est cofondateur et a été un rédacteur du groupe de réflexion Eudoxa, et cofondateur du projet collaboratif de worldbuilding Orion's Arm. Entre 1996 et 2000, il a été président de l'Association Transhumaniste Suédoise. Il a également été le producteur scientifique de l'exposition de neurosciences Se Hjärnan ! (« Voici le cerveau ») organisée en 2005-2006. En 2007, il était chercheur postdoctoral au Oxford Uehiro Centre for Practical Ethics, travaillant sur le projet d'amélioration humaine ENHANCE financé par l'union européenne sur l'éthique.
Sandberg est également un artiste électronique, dont les rendus ont été adaptés pour les couvertures de livres du futuriste Damien Broderick : The Dreaming, Earth is But a Star, The Judas Mandala, Skiffy and Mimesis, Uncle Bones, Warriors of the Tao et xyzt.

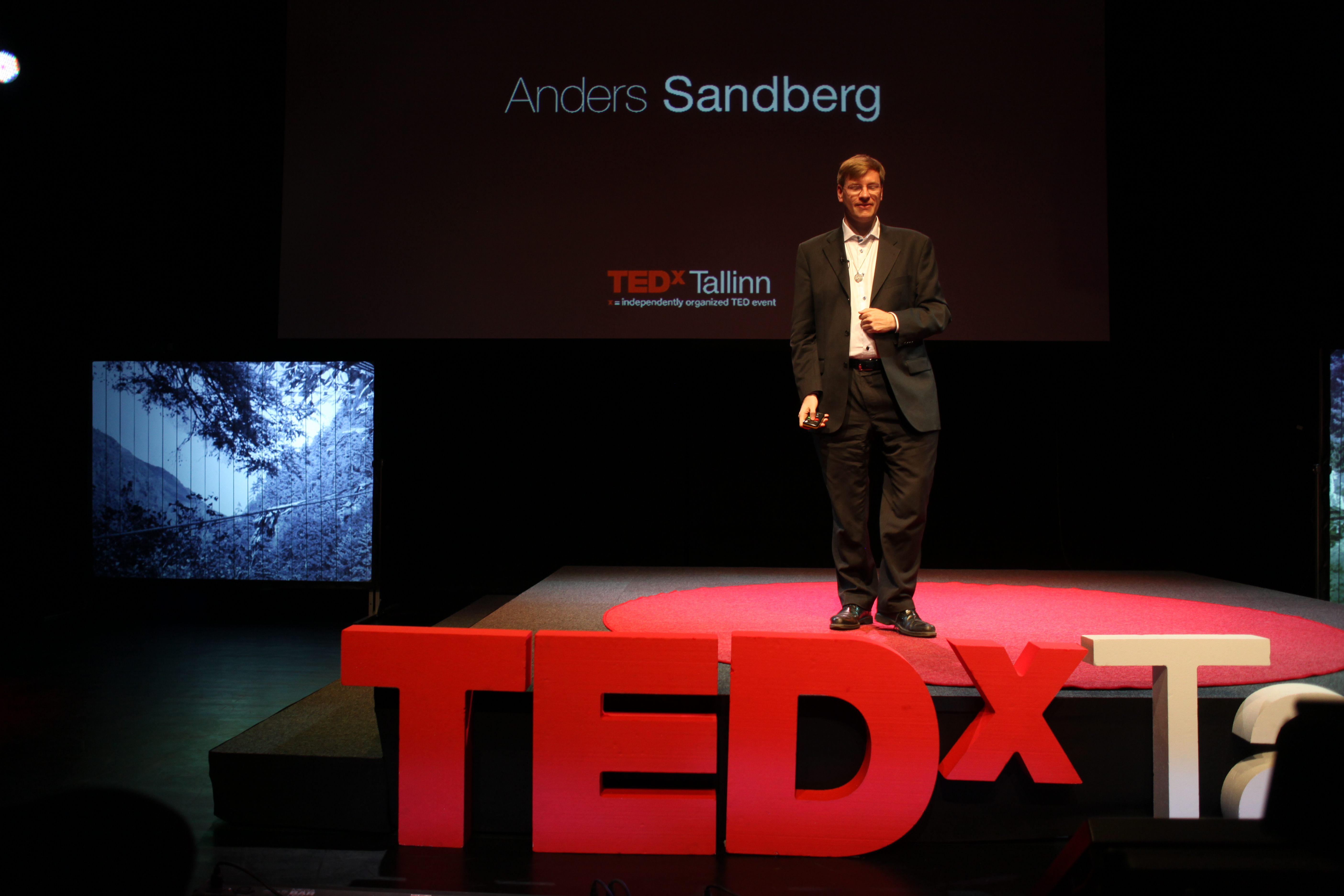
Sandberg à TEDxTallinn en 2012

Sandberg a également préconisé la cryonie, par exemple en signant une lettre ouverte pour soutenir la recherche sur la cryonie et en étant conseiller du UK Cryonics and Cryoconservation Research Network, un groupe d'influence britannique. Il a personnellement pris des dispositions pour être cryogénisé après sa mort légale.
L'un de ses articles de 2014, intitulé Ethics of Brain Emulations (« L'éthique de l'émulation de cerveau ») est devenu l'un des articles les plus téléchargés du Journal of Experimental and Theoretical Artificial Intelligence.
Avec le nanotechnologue Eric Drexler et le philosophe Toby Ord, il a publié en 2018 un article intitulé Dissolving the Fermi Paradox (« Dissoudre le paradoxe de Fermi »),. Cet article a été le premier à estimer et à prendre rigoureusement en compte les incertitudes de chaque terme de l'équation de Drake. Ces incertitudes, qui s’étendent souvent sur plusieurs ordres de grandeur, peuvent être représentées sous forme de distributions de probabilité à longues traînes. Au lieu d’obtenir une seule estimation de la probabilité de vie dans notre galaxie, ils ont donc obtenu une distribution. Ils ont estimé qu’il y a une forte probabilité que nous soyons seuls dans la galaxie ou même seuls dans tout l’univers observable, proposant ainsi une solution au fameux paradoxe de Fermi.
En 2018, en réponse à une question sur Physics Stack Exchange, Sandberg a publié un article sur arxiv.org intitulé Blueberry Earth (« Terre myrtille »), qui répondait à la question de ce qu'il se passerait si la Terre entière était instantanément remplacée par un volume égal de myrtilles les unes à côté des autres. Le journal a fait l'objet d'une large couverture médiatique sur Slate, The Atlantic, Popular Mechanics, Atlas Obscura, The Chronicle of Higher Education, Forbes, Live Science, Physics World, New Scientist et de nombreux blogs et podcasts.

## Voir également
- Futur of Humanity Institute
- Risque de catastrophe planétaire
- Transhumanisme
- Long-termisme